# El Viso (Còrdova)
El Viso és un municipi de la província de Còrdova a la comunitat autònoma d'Andalusia, a la comarca de Valle de los Pedroches.
| 1996  | 1998  | 1999  | 2000  | 2001  | 2002  | 2003  | 2004  | 2005  | 2006  |
| ----- | ----- | ----- | ----- | ----- | ----- | ----- | ----- | ----- | ----- |
| 3.208 | 3.153 | 3.124 | 3.071 | 2.994 | 2.955 | 2.928 | 2.885 | 2.870 | 2.849 |